# Stazione di Abano
La stazione di Abano è una fermata ferroviaria posta sulla linea Padova-Bologna, a servizio del centro abitato di Abano Terme.

## Storia
Portò il nome di Abano Terme fino al 27 settembre 1980, quando venne ridenominata semplicemente Abano.

## Strutture e impianti
È dotata di un fabbricato viaggiatori con ampia sala d'aspetto. Dal 1998 è priva di personale.
Nel 2001 è entrata a far parte del progetto "Piccole Stazioni agli enti locali" e tramite un accordo tra  Rete Ferroviaria Italiana e il comune di Abano Terme gli ambienti delle biglietterie, del locale batterie e del posto di movimento sono stati ristrutturati per ospitare associazioni di volontariato presenti nel territorio, che hanno contribuito all'opera di sorveglianza, pulizia e riordino dell'edificio, portando ad una crescita del numero di passeggeri. È stato inoltre realizzato un parcheggio di scambio ed è stata installata una biglietteria automatica.

## Movimento
È servita da treni regionali che collegano Venezia a Rovigo e Ferrara.

## Servizi
La stazione dispone dei seguenti servizi:
- Biglietteria Automatica
- Servizi igienici